# Старий союз

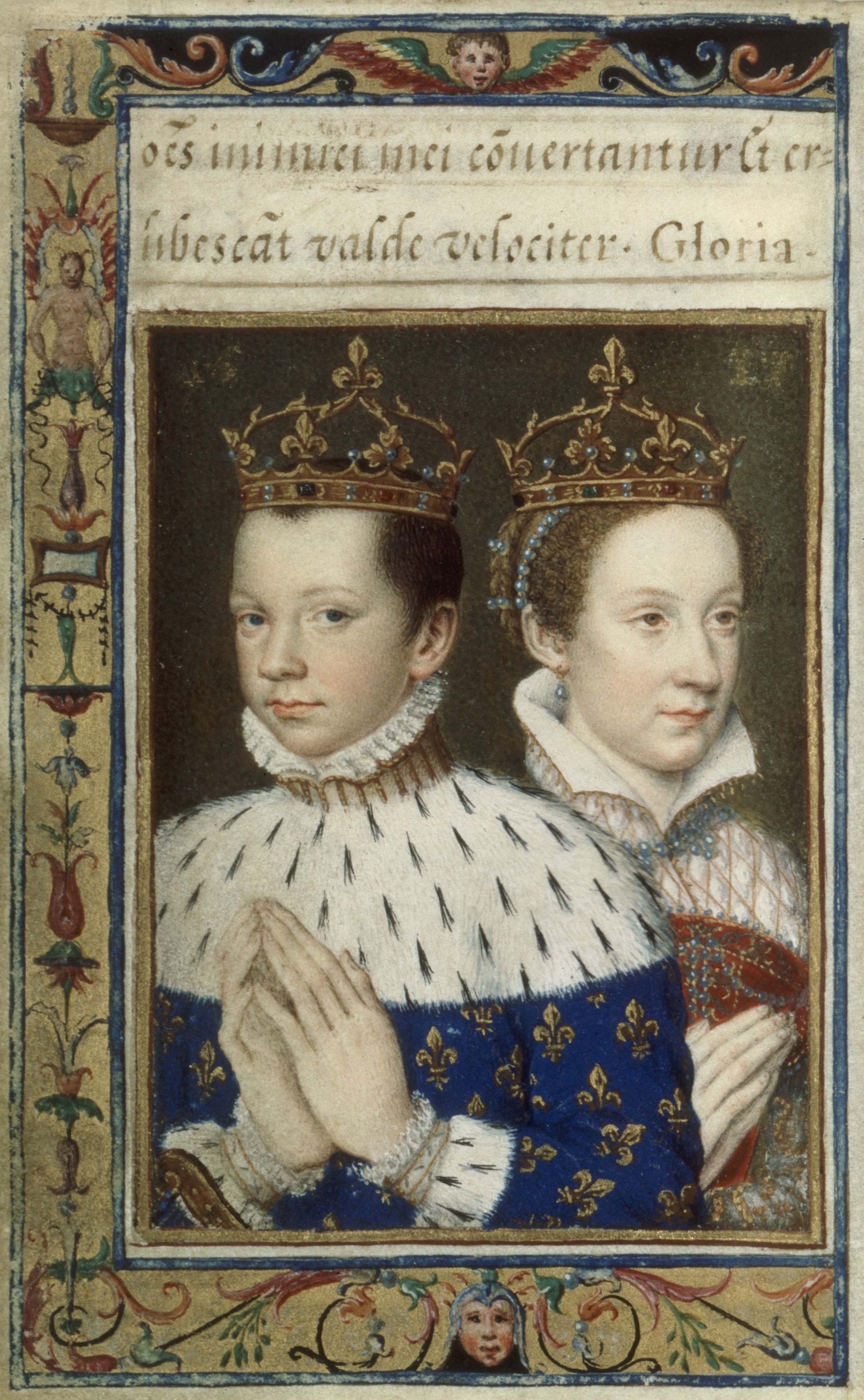
Вінценосне подружжя — Франциск II та Марія Шотландська

Старий союз (шотл. Auld Alliance; фр. Vieille Alliance; шотл. гел. An Seann-chaidreachas) — військово-політичний, а також культурний альянс середньовічних Французького та Шотландського королівств, спрямований, у першу чергу, на стримування зовнішньополітичних амбіцій Англії. Союз, оформлений 1295 року королями Філіпом Вродливим та Джоном Балліолем, проіснував 265 років. Альянс ніколи формально не розривався, хоча деякі вважають, що він закінчився підписанням Единбурзького договору в 1560. 

## Історія
Первинно союз був спрямований на стримування завойовницьких прагнень Едуарда I. Упродовж Столітньої війни Англія являла однакову загрозу для Франції та Шотландії, тому союзні відносини за традицією оновлювались під час зміни монархів в обох країнах. Уряди Франції, Шотландії та Норвегії координували свої дії проти Англії та до офіційного оформлення союзних відносин. Коли 1173 року проти англійського короля Генріха Плантагенета зі зброєю в руках виступили його дружина і троє синів, Франція та Шотландія обмінялися посольствами, що надавали підтримку повстанцям.
Після розгрому французів у битві при Кресі (1346) на їхнє прохання шотландський король Давид II поспіхом вторгся до меж Англії, аби відтягнути сили англійців з контингенту. Однак під Невіллс-Кроссом він зазнав поразки й потрапив у полон до англійців.
У 1421 спільні франко-шотландські сили здобули перемогу над англійцями в битві під Боже. Під час знаменитої облоги Орлеана на боці французів також билися шотландці. Битва під Флодденом була приурочена до чергового загострення англо-французьких відносин.
Попри шлюб французького короля Франциска II та шотландської королеви Марії Стюарт, інтереси Франції та Шотландії до середини XVI століття стали об'єктивно розбігатися. Шотландська Реформація виявилася куди успішнішою за французьку. У Франції розгоралися війни католицького уряду з протестантською меншістю, у той час більшість населення Шотландії, навпаки, складали протестанти.
У 1560 Англія та Шотландія уклали Единбурзьку угоду, за якою на зміну профранцузькій орієнтації шотландського уряду приходила проанглійська. Після сходження на англійський престол 1603 року династії Стюартів обидві держави поєдналися в особистій унії. Раніше цієї дати шотландська корона кілька разів спрямовувала невеликі загони на допомогу французьким гугенотам.
У XVIII столітті у зв'язку з якобітськими повстаннями Франція неофіційно відновила стосунки із сепаратистськи налаштованою частиною шотландського дворянства. Французька корона надавала підтримку спробам Стюартів висадитися в Шотландії й надала притулок якобітам, змушеним полишити рідні края. Шотландська варта охороняла покої французького короля із Середньовіччя, і аж до зречення останнього з Бурбонів у 1830 році.
У розпал Другої світової війни, у 1942 році, Шарль де Голль, виступаючи в Единбурзі, назвав союз Франції та Шотландії найстарішим у світі.
У 1995 в обох країнах відзначалось 700-річчя союзних відносин.